# グリンチ (2018年の映画)
『グリンチ』（The Grinch または Dr. Seuss' The Grinch）は、2018年の3DCG・アニメーション映画。原作は1957年発表のドクター・スースの児童文学『いじわるグリンチのクリスマス』。1966年のテレビスペシャル番組『グリンチのクリスマス』、2000年の長編映画『グリンチ』に続き3回目の映像化となる。
監督はヤーロウ・チェイニーとスコット・モシャー、脚本はマイケル・レシューとトミー・スワードロー。ベネディクト・カンバーバッチがグリンチの声を担当し、ファレル・ウィリアムスがナレーターを務める。アメリカではユニバーサル・ピクチャーズにより2018年11月9日に公開された。

## ストーリー
フーヴィルに住む人々がクリスマスの準備に勤しむ中、他人の幸せを嫌うひねくれ者のグリンチ（ベネディクト・カンバーバッチ）は愛犬マックスと、クリスマスをめちゃくちゃにしようと計画を企む。一方、シンディ・ルーは、クリスマスにいつも母親を助けてくれるサンタクロースにお礼を言いに、彼を探しに行く計画をしていた。この計画がグリンチの企みと衝突していく。

## 登場人物
グリンチ（The Grinch）
声 - ベネディクト・カンバーバッチ（英）、大泉洋（日）
孤児院で育ち、孤独な人生を送ってきたため、クリスマスを嫌っている。へそ曲がりで自己中心的な性格で、他人が喜んでいる姿を見るのを嫌う。ハートのサイズがふた回り小さい。「フーの村」を望む山の上の洞窟に愛犬のマックスと住んでいる。朝一番にマックスに淹れさせるカフェラテを飲み、カビの匂いがする食べ物を愛している。
ドナ（Donna）
声 - ラシダ・ジョーンズ（英）、杏（日）
シンディの母親。夜には仕事に出かけ、昼には子供たちの世話と、忙しい生活を送っている。
ブリクルバウム（Bricklebaum）
声 - キーナン・トンプソン（英）、秋山竜次（日）
グリンチを親友だと思っている隣人。陽気な性格で、クリスマスを派手に祝うのが大好き。
シンディ・ルー（Cindy Lou）
声 - キャメロン・シーリー（英）、横溝菜帆（日）
フーの村に暮らす少女。サンタクロースに直接、願いを伝えたがっている。
マクガークル村長（Mayor McGerkle）
声 - アンジェラ・ランズベリー（英）、京田尚子（日）
フーの村の村長。ツリーの点灯式に舞台に立っている。
グルーパート（Groopert）
声 - トリスタン・オヘア（英）、木村皐誠（日）
シンディ・ルーの親友の1人で、一緒にサンタクロースを捕まえる作戦を企てる。
オジー（Ozzy）
声 - サム・ラヴァニーノ（英）、山崎智史（日）
シンディ・ルーの親友で、一緒にサンタクロースを捕まえる作戦を企てる。
アクセル（Axl）
声 - ラモーン・ハミルトン（英）、斎藤龍音（日）
シンディ・ルーの親友の1人で、一緒にサンタクロースを捕まえる作戦を企てる。
イジー（Izzy）
声 - スカーレット・エステベス（英）、大迫莉榎（日）
シンディ・ルーの親友の1人で、一緒にサンタクロースを捕まえる作戦を企てる。

## キャスト
| 登場人物                   | 声優                         | 声優                 |
| 登場人物                   | 原語版                       | 日本語吹替版         |
| -------------------------- | ---------------------------- | -------------------- |
| グリンチ                   | ベネディクト・カンバーバッチ | 大泉洋               |
| ドナ                       | ラシダ・ジョーンズ           | 杏                   |
| ブリクルバウム             | キーナン・トンプソン         | 秋山竜次             |
| シンディ・ルー             | キャメロン・シーリー         | 横溝菜帆             |
| マクガークル村長           | アンジェラ・ランズベリー     | 京田尚子             |
| グルーパート               | トリスタン・オヘア           | 木村皐誠             |
| オジー                     | サム・ラヴァニーノ           | 山崎智史             |
| アクセル                   | ラモーン・ハミルトン         | 斎藤龍音             |
| イジー                     | スカーレット・エステベス     | 大迫莉榎             |
| ナレーター                 | ファレル・ウィリアムス       | 宮野真守             |
| マックス                   | フランク・ウェルカー         | フランク・ウェルカー |
| フレッド                   | フランク・ウェルカー         | フランク・ウェルカー |
| バーソロミュー             |                              | 山寺宏一             |
| シュガープラム             |                              | 神代知衣             |
| パン屋フレッド             |                              | 吉田ウーロン太       |
| マージ                     |                              | 雨蘭咲木子           |
| サム                       |                              | 遠藤純一             |
| 雪ダルマの男の子           |                              | 川床明日香           |
| テッド                     |                              | 佐藤せつじ           |
| トム                       |                              | 青山穣               |
| フーの少年                 |                              | 松本沙羅             |
| フーの少年                 | 大里菜桜                     |                      |
| フーの少年                 | 山田唯菜                     |                      |
| フーの夫                   |                              | 吉野貴大             |
| フーの妻                   |                              | 大津愛理             |
| 新聞の男                   |                              | 手塚ヒロミチ         |
| 金髪フー                   |                              | 南條愛乃             |
| プレゼントの男             |                              | 斎藤寛仁             |
| ミセス・トフィー・アップル | ジョージア・トフォロ         | 木村香央里           |
| フーの子供                 |                              | 朝井彩加             |
| 恐竜の男                   |                              | 小林達也             |
| カビンス                   |                              | 金城大和             |
| リフトの少年               |                              | 川井田夏海           |
| アイダおばさん             |                              | 小林さとみ           |
| キャロラーズ               | ペンタトニックス             | ペンタトニックス     |

- その他原語版キャスト: キャシー・キャバディーニ、タウンゼンド・コールマン、ジェス・ハーネル、ラレイン・ニューマン、スコット・モシャー、ミンディ・スターリング、タラ・ストロング、ジム・ウォード

## スタッフ
- 監督: スコット・モシャー（英語版）、ヤーロウ・チェイニー（英語版）
- 脚本: マイケル・レシュール、トミー・スワードロー（英語版）
- 原作: ドクター・スース『いじわるグリンチのクリスマス』
- 製作: クリス・メレダンドリ、ジャネット・ヒーリー
- ナレーター: ファレル・ウィリアムス
- 音楽: ダニー・エルフマン
- 編集: クリス・カルタヘナ
- 製作会社: ユニバーサル・ピクチャーズ、イルミネーション
- 配給: ユニバーサル・ピクチャーズ（アメリカ）、東宝東和（日本）
- 翻訳: 桜井裕子
- 演出: 宇出喜美
- 音楽演出: 市之瀬洋一
- 日本語版制作: 株式会社ニュージャパンフィルム[16]
- 日本語版にはPerfumeの「Tiny Baby」という曲が収録されている。[17]

## 製作

### 企画
本作は、ブルースカイ・スタジオが製作した『ホートン ふしぎな世界のダレダーレ』とイルミネーションが製作した『ロラックスおじさんの秘密の種』に続き、ドクター・スースが原作の本に基づく3Dアニメ映画となった。制作チームは、原作の物語を尊重し、想像力を膨らませ、3部構成の物語に作り上げた。本作では、グリンチの過去に注目している。グリンチの心の傷を明らかにすることが最も重要なことだったためだ。グリンチが今の心境に至った経緯を観客に伝えるため、なぜ孤立することを選び、他人の楽しみを奪おうとするのか、子ども時代の経験を通して深く考えられた。

### 美術
クリス・メレダンドリが製作したドクター・スースの3作品は、どれも絵本の世界観をCG3Dアニメで描くことが難しく、壮大な作業だったという。ドクター・スースの研究家でもあるヤ―ロウ・チェイニー監督が、原作本全ての絵を調査することからスタートした。直線は使用せずに曲線で描くなどドクター・スースの基本的画風を尊重しながら、紙の上に描かれたフ―の村を丸みのある立体空間にした。また原作の登場人物はグリンチと村の住人だけで、それが映画の世界の基礎となっている。それを3D化し細部やキャラクターたちを固めていった。観客に馴染みのあるキャラクターの世界に新たなキャラクターを加えるなど、大きな課題にも臨んだ。チームは、原作の最も伝えたいことに耳を傾け続け、時代を現代に置き換え、フーの村を活気のある3Dの村にした。

### 製作
アニメーションは、フランス・パリのイルミネーション・マック・グフが制作した。映画のCGIキャラクターの作成には、Maya、ZBrush、Nukeをはじめとするいくつかのソフトウェアが使用されていたほか、社内ソフトウェアも使用されていた。バーチャルカメラが移動できるフ―の村の3DCGIモデルは、Maya、ZBrush、FoundryのMari、AllegorithmicのSubstance Painterを使用して作成された。

## ミニ・ムービー

### ある冬の日のマックス
ある冬の日のマックス（英: The Dog Days of Winter）は、2019年に『グリンチ』のDVD、Blu-ray、Ultra HD Blu-rayに収録されたミニ・ムービーである。

#### ストーリー
ある雪の日、グリンチは風邪をひいていた。犬のマックスはグリンチに紅茶を飲ませようとするが買い置きが無く、吹雪の中、フ―の村まで買いに行くことにした。同中の雪崩から逃れ、村のコーヒーショップに着いたものの、ショップのマネージャーに、犬であることを理由に入店を断られてしまう。隙をついて入店し、目当ての紅茶を手に取ろうとするも、コーヒーマシンを踏み台に使ったため、倒して壊してしまう。怒ったマネージャーを尻目に、紅茶をマックス自身で会計し、帰路に就いた。グリンチに無事紅茶を飲ませることができ、マックスはベッド傍で眠るのだった。

#### 登場人物
- マックス
- グリンチ
- コーヒーショップマネージャー

#### スタッフ
- 監督: ハビブ・ルアティ、ティエリ・ノブレ
- 脚本: ジョシュ・リーブ（英語版）
- 原案: ジェニファー・スンブ・ロンゲ
- 製作: クリス・メレダンドリ、ブレット・ホフマン
- 製作総指揮: クリス・ルノー
- 音楽: チャド・キャノン
- 編集: エリック・オズモンド、ピーター・トマシェヴィチ
- 製作会社: イルミネーション
- 配給: ユニバーサル・ピクチャーズ

## 音楽

### サウンドトラック
楽曲には、1966年のテレビスペシャル番組『How the Grinch Stole Christmas!』で、フ―の村人たちが歌った「Welcome Christmas」を様々な手法で組み入れた。また、ミュージシャンのタイラー・ザ・クリエイターが、テレビ版の挿入歌「You’re a Mean One, Mr. Grinch」を現代風にアレンジした。さらに、オリジナルの挿入歌「I Am the Grinch」の作詞作曲も担当した。
| #         | タイトル                                        | 作詞      | 作曲・編曲 | アーティスト                               | 時間 |
| --------- | ----------------------------------------------- | --------- | ---------- | ------------------------------------------ | ---- |
| 1.        | 「You're a Mean One, Mr. Grinch」               |           |            | Tyler, the Creator                         | 1:50 |
| 2.        | 「I Am the Grinch」                             |           |            | Tyler, the Creator                         | 2:37 |
| 3.        | 「Christmas Is」                                |           |            | Run-D.M.C.                                 | 3:19 |
| 4.        | 「Deck the Halls」                              |           |            | Jackie Wilson                              | 1:16 |
| 5.        | 「Run Rudolph Run」                             |           |            | The Brian Setzer Orchestra                 | 3:29 |
| 6.        | 「My Favorite Things」                          |           |            | The Supremes                               | 2:45 |
| 7.        | 「Zat You Santa Claus?」                        |           |            | Buster Poindexter and His Banshees of Blue | 2:47 |
| 8.        | 「Christmas in Hollis」                         |           |            | Run-D.M.C.                                 | 2:58 |
| 9.        | 「Jingle Bells」                                |           |            | The Brian Setzer Orchestra                 | 2:21 |
| 10.       | 「The Christmas Song (Merry Christmas to You)」 |           |            | Nat King Cole                              | 3:09 |
| 11.       | 「God Rest You Merry, Gentlemen」               |           |            | Pentatonix                                 | 2:29 |
| 12.       | 「A Wonderful Awful Idea」                      |           |            | Danny Elfman                               | 2:53 |
| 13.       | 「Stealing Christmas」                          |           |            | Danny Elfman                               | 4:06 |
| 合計時間: | 合計時間:                                       | 合計時間: | 35:59      |                                            |      |

### スコア
2017年11月20日、ダニー・エルフマンが映画のスコアを作曲していることが明らかになった。本スコアは、2018年11月9日にサウンドトラックと映画とともにデジタル形式でリリースされた。

音楽は明記されている場合を除き、すべてダニー・エルフマンが作曲している。
| 全作詞・作曲: ダニー・エルフマン。 |                            |                    |                    |      |
| #                                  | タイトル                   | 作詞               | 作曲・編曲         | 時間 |
| 1.                                 | 「The Big Opening」        | ダニー・エルフマン | ダニー・エルフマン | 2:46 |
| 2.                                 | 「Going to Town」          | ダニー・エルフマン | ダニー・エルフマン | 1:36 |
| 3.                                 | 「Jaunty Kitchen」         | ダニー・エルフマン | ダニー・エルフマン | 1:37 |
| 4.                                 | 「Mailing a Letter」       | ダニー・エルフマン | ダニー・エルフマン | 0:50 |
| 5.                                 | 「It's Better This Way」   | ダニー・エルフマン | ダニー・エルフマン | 1:29 |
| 6.                                 | 「Northward Bound」        | ダニー・エルフマン | ダニー・エルフマン | 1:29 |
| 7.                                 | 「Christmas in Whoville」  | ダニー・エルフマン | ダニー・エルフマン | 4:01 |
| 8.                                 | 「Last Lonely Boy」        | ダニー・エルフマン | ダニー・エルフマン | 1:52 |
| 9.                                 | 「Welcome Song/Forlorn」   | ダニー・エルフマン | ダニー・エルフマン | 2:29 |
| 10.                                | 「To the Fort」            | ダニー・エルフマン | ダニー・エルフマン | 1:18 |
| 11.                                | 「Dog Tongue」             | ダニー・エルフマン | ダニー・エルフマン | 1:23 |
| 12.                                | 「Walking Toward Destiny」 | ダニー・エルフマン | ダニー・エルフマン | 2:47 |
| 13.                                | 「The Loudest Snow」       | ダニー・エルフマン | ダニー・エルフマン | 2:10 |
| 14.                                | 「Puppy Eyes」             | ダニー・エルフマン | ダニー・エルフマン | 1:03 |
| 15.                                | 「Command Center」         | ダニー・エルフマン | ダニー・エルフマン | 1:33 |
| 16.                                | 「Grinch's Wild Ride」     | ダニー・エルフマン | ダニー・エルフマン | 2:42 |
| 17.                                | 「Kids Can't Sleep」       | ダニー・エルフマン | ダニー・エルフマン | 1:33 |
| 18.                                | 「Stealing Christmas」     | ダニー・エルフマン | ダニー・エルフマン | 4:04 |
| 19.                                | 「Taking the Bait」        | ダニー・エルフマン | ダニー・エルフマン | 1:43 |
| 20.                                | 「It's My Fault」          | ダニー・エルフマン | ダニー・エルフマン | 2:19 |
| 21.                                | 「Welcome Christmas」      | ダニー・エルフマン | ダニー・エルフマン | 1:38 |
| 22.                                | 「The Apology」            | ダニー・エルフマン | ダニー・エルフマン | 1:08 |
| 23.                                | 「First Christmas」        | ダニー・エルフマン | ダニー・エルフマン | 0:51 |
| 24.                                | 「The Big Finale」         | ダニー・エルフマン | ダニー・エルフマン | 1:56 |
| 25.                                | 「All By Myself」          | ダニー・エルフマン | ダニー・エルフマン | 1:05 |
| 合計時間:                          | 合計時間:                  | 47:22              |                    |      |

## 封切り
2013年2月、イルミネーションは「The Grinch Stole Christmas」（後に「The Grinch」に改題）というタイトルで、ドクター・スースの絵本を原作ースにした3Dアニメーションの長編映製作を開発していることが発表された。ピート・カンデランとヤーロウ・チェイニーが監督を務めることになっていたが、2018年にはプロデューサーのスコット・モシャーが後を引き継いだ。

### キャスティング
ベネディクト・カンバーバッチは2016年4月に主役にキャスティングされた。イルミネーションは元々、カンバーバッチがグリンチが自然なアクセントでグリンチを声に出すことを望んでいたが、カンバーバッチはイギリス人で他のキャストはアメリカ人であったため、グリンチ自身がアメリカのアクセントを持つべきだと感じた。
2018年9月までには、アンジェラ・ランズベリーがマクガークル村長の声を担当することが決まっていた。また、ラシダ・ジョーンズ、キャメロン・シーリー、ケナン・トンプソンもキャストとして参加し、『怪盗グルーシリーズ』を手掛けたことのあるファレル・ウィリアムスがナレーションを担当していることが明らかになった。

### 公開日
当初は2017年11月10日の公開予定だったが、2016年6月7日に2018年11月9日に変更された。

### マーケティング
10月より、映画のための様々な看板が登場し、それぞれがグリンチのイメージをフィーチャーし、意地悪なメッセージや皮肉なメッセージが添えられていた。ユニバーサルとイルミネーションは、ワンダフル・カンパニー、イーベイツ、アイホップ、23andMeなど複数の企業と提携し、約8,000万ドル相当の広告費をかけて映画のプロモーションを行った。スタジオはこの映画のプロモーションに1億2,100万ドルを費やしたと推定されている。また、公開1年前の2017年11月23日にニューヨークで行われた第91回メイシーズ・サンクスギヴィング・デイ・パレードに、キャラクターをモチーフにした巨大なインフレータブルバルーンが初登場した。その後、2018年12月には、グリンチとマックスもその年のWNBC/WNJUのホリデー・シング・アロウズ・プロモにカメオ出演した。

### ホームメディア
本作は2019年1月22日にデジタルHDで、2019年2月5日にDVD、Blu-ray、Ultra HD Blu-rayで発売された。特典映像として、3つのミニ・ムービー『ミニオンのミニミニ脱走』『ある冬の日のマックス』『ミニオンのクリスマス大騒動』が収録された。『ある冬の日のマックス』は2018年11月23日にNBCで初放送された。

## 評価

### 興行収入
本作は、アメリカとカナダで2億7,080万ドル、その他の国で2億4,100万ドルの興行収入を記録し、7,500万ドルの製作予算に対し、全世界で5億1,180万ドルの興行収入を記録した。Deadline.comは純利益を1億8,460万ドルと計算し、2018年のリリースで9番目に収益性の高い作品となった。これは、『ジュラシック・ワールド/炎の王国』に次ぐ、ユニバーサルの2018年第2の大ヒット作である。
アメリカとカナダでは、『蜘蛛の巣を払う女』や『オーヴァーロード』と並んで公開された本作は、初週末に4,140館で5,500万から6,500万ドルの興行収入が見込まれていた。初日には木曜夜のプレビューで220万ドルを含む1,870万ドルを稼ぎ、2016年にイルミネーションの『SING/シング』が奪った170万ドルを上回った。その後、6,760万ドルでデビューし、興行収入で1位を獲得し、2000年の映画のオープニング5,500万ドルを突破した。第2週目の週末には3,820万ドルを記録し、新たに公開された『ファンタスティック・ビーストと黒い魔法使いの誕生』に次ぐ第2位となった。3週目の週末には3,020万ドル（5日間の感謝祭期間中の4,200万ドルを含む）を稼ぎ出し、4位に終わった。第4週目と第5週目の週末には、『シュガー・ラッシュ:オンライン』に次ぐ第2位となり、それぞれ1,790万ドル、1,500万ドルの興行収入を記録した。これは、アニメ映画が連続した週末の興行成績で初めてトップ2作品を記録したことを意味する。

### 映画批評家によるレビュー
Rotten Tomatoesでは、191のレビューに基づいて60％の支持率を保持しており、平均評価は6.00/10となっている。Metacriticでは、32人の批評家による100点満点中51点のスコアを獲得しており、「平均的なレビュー」を示している。CinemaScoreの調査によると、観客はこの映画にA+からFまでの平均評点「A-」を与え、PostTrakによると、映画ファンはこの映画に83％の肯定的なスコアと75％の「絶対にお勧め」を与えた。
ザ・ラップのアロンソ・ジュラルデはこの映画に肯定的なレビューを与えた。
バラエティのオーウェン・グレイバーマンは次のように語っている。「『グリンチ』（2000年公開の実写版）で育った人にとっては、本作がそれに取って代わることはないかもしれない。しかしそれは、十分に近い感覚を呼び起こすことによって、今日の子供たち、そして少数の大人たちを夢中にさせることができる。最後には、あなた自身の心が一回りも二回りも膨らむことだろう。」
ニューヨーク・タイムズのグレン・ケニーは次のように語っている。「マックスは、スコット・モシャーとヤーロウ・チェイニーが監督したこのバージョンで最も魅力的なキャラクターだ。映像作家たちは、明るくポップで陽気なビジュアルを維持している。ベネディクト・カンバーバッチはグリンチの声を担当し、カーロフとは競合しないようにしているが、スマートでアメリカのアクセントで話すビル・ヘイダーのように聞こえ、混乱する。エンドロールでは、グリンチをテーマにした軽快なヒップホップソングが流れる。数年前までは音楽界で最も塩辛い声の一つとされていたタイラー・ザ・クリエーターの作品だ。ここでの彼の貢献度は他の映画と同様に歯が立たない。」
スクリーン・ラントのモリー・フリーマンは次のように語っている。「グリンチは必要な休日の映画ではないかもしれないが、一般的には、ドクター・スースの物語や休日の映画のファンは、この新しいアニメーションの再公開で好きになるためにたくさんのことを見つけるだろう。さらに、家族向けの様々なジョークで、本作は間違いなく老若男女の視聴者を楽しませてくれるが、90分の上映時間は映画の第3幕では細くなってしまう。おそらくIMAXで見る価値はないが、すべての映画ファンの目を捉えるいくつかの豊かなビジュアルを提供している。本作は家族全員のための休日の楽しみであり、古典的な物語に新しいひねりを加えて、完全に説得力のある映画鑑賞の経験になる。」
コモン・センス・メディアのサンディ・アングロ・チェンは、この映画に3/5の評価を与え、次のように語っている。「この適応は、明るくカラフルで時折笑えるが、短くて甘い原作の効果にはかなわない。」
エンパイアのエイミー・ウェストは、5つ星のうち3つの星画与えた。「物語を語る上で、ハートが二回り小さいにもかかわらず（毛むくじゃらの主人公の心と同じように）、本作は非常に可愛らしく、視覚的にも豊かで、若い視聴者を満足させるには十分なお祭りの楽しさを誇っている。」

### 受賞歴
| 年     | 賞                                     | カテゴリー                               | 受賞者                                                                               | 結果       | 脚注   |
| ------ | -------------------------------------- | ---------------------------------------- | ------------------------------------------------------------------------------------ | ---------- | ------ |
| 2019年 | 第46回アニー賞                         | 長編作品音楽賞                           | ダニー・エルフマン、タイラー・ザ・クリエイター                                       | ノミネート | [ 60 ] |
| 2019年 | 第46回アニー賞                         | 長編作品絵コンテ賞                       | ハビブ・ルーアティ                                                                   | ノミネート | [ 60 ] |
| 2019年 | 第46回アニー賞                         | 長編作品編集賞                           | クリス・カルタヘナ                                                                   | ノミネート | [ 60 ] |
| 2019年 | 美術監督組合                           | 長編作品プロダクションデザイン賞         | コリン・スティンプソン                                                               | ノミネート | [ 61 ] |
| 2019年 | 第24回クリティクス・チョイス・アワード | アニメ映画賞                             | スコット・モシャー、ヤーロウ・チェイニー                                             | ノミネート | [ 62 ] |
| 2019年 | 全米製作者組合賞                       | 劇場版アニメーションプロデューサー       | クリス・メレダンドリ、ジャネット・ヒーリー                                           | ノミネート | [ 63 ] |
| 2019年 | 視覚効果協会                           | 長編作品視覚効果賞                       | ピエール・ルドゥク、ジャネット・ヒーリー、ブルーノ・ショーファード、ミロ・リカランド | ノミネート | [ 64 ] |
| 2019年 | 視覚効果協会                           | 長編作品キャラクター賞                   | デビッド・ガランテ、フランソワ・ブダイユ、オリヴィエ・ルフィン、ヤーロウ・チェイニー | ノミネート | [ 64 ] |
| 2019年 | 視覚効果協会                           | 長編作品環境賞                           | ロイック・ラストゥート、ルドヴィック・ラミエール、アンリ・デルエ、ニコラス・ブロック | ノミネート | [ 64 ] |
| 2019年 | 視覚効果協会                           | 長編作品エフェクトシミュレーション       | エリック・カルメ、ニコラ・ブリス、ミロ・リカランド                                   | ノミネート | [ 64 ] |
| 2019年 | ムービーガイド賞                       | 家族向けベストムービー賞                 | グリンチ                                                                             | 受賞       | [ 65 ] |
| 2019年 | ムービーガイド賞                       | 最も感動的な映画に贈られるエピファニー賞 | グリンチ                                                                             | ノミネート | [ 65 ] |
| 2019年 | キッズ・チョイス・アワード             | フェイバリットアニメーション映画賞       | グリンチ                                                                             | ノミネート | [ 66 ] |
| 2019年 | キッズ・チョイス・アワード             | フェイバリット男性声優賞                 | ベネディクト・カンバーバッチ                                                         | ノミネート | [ 66 ] |